# Барделла, Жордан
Жорда́н Барделла́ (фр. Jordan Bardella; род. 13 сентября 1995, Дранси) — французский политик, лидер Национального объединения (с 2022), депутат Европейского парламента IX и X созывов (с 2019).
В 2024 году возглавил коалицию Национального объединения и Союза крайне правых на парламентских выборах, которые принесли исторический успех правым партиям Франции. Вскоре после победы был избран лидером фракции «Патриоты за Европу» в Европейском парламенте.

## Биография

### Ранняя жизнь и образование
Жордан Барделла родился 13 сентября 1995 года в неблагополучном районе Дранси к северо-востоку от Парижа. Он был единственным ребёнком в семье. Барделлу в основном воспитывала мать-одиночка — помощница воспитателя детского сада Луиза Бертелли-Мотта (род. 1962), итальянка по происхождению, уроженка Турина. Его отец, Оливье Барделла (род. 1968) также имеет итальянские, эльзасские и франко-алжирские корни. Он является владельцем малого и среднего бизнеса, специализирующегося на торговых автоматах для продажи напитков.
Семья Барделлы по материнской линии покинула Италию в 1960-х годах. Его дед по отцовской линии, Геррино Барделла (род. 1944), был родом из Альвито. В 1960 году он приехал в Монтрёй, а в 1963 году женился на алжирке Режане Мада.
Барделла посещал частный лицей Сен-Жан-Батист-де-ла-Саль, плату за обучение в которой вносил его отец.
Получив степень бакалавра экономических и социальных наук с отличием в частной средней школе в Сен-Дени, изучал географию в университете Париж IV Сорбонна, но прекратил учёбу до окончания курса, отдав предпочтение политической деятельности.

### Карьера в Национальном фронте
В 2012 году, в возрасте 16 лет, Барделла вступил в «Национальный фронт» — главную ультраправую партию Франции. Благодаря своей сдержанности и харизматичной внешности он быстро приобрёл известность в окружении лидера партии Марин Ле Пен, считаясь идеальным представителем правых, не разделявшим антисемитских взглядов, которыми был известен основатель партии Жан-Мари Ле Пен — отец Марин Ле Пен. Барделла отмечал, что вступил в партию «больше ради Марин Ле Пен, чем ради „Национального фронта“».
В 2014 году возглавил партийную организацию в департаменте Сен-Сен-Дени, что сделало его самым молодым региональным руководителем партии, в 2015 был избран в региональный совет Иль-де-Франса по списку партии (в округе проиграл во втором туре, набрав 41 % голосов).

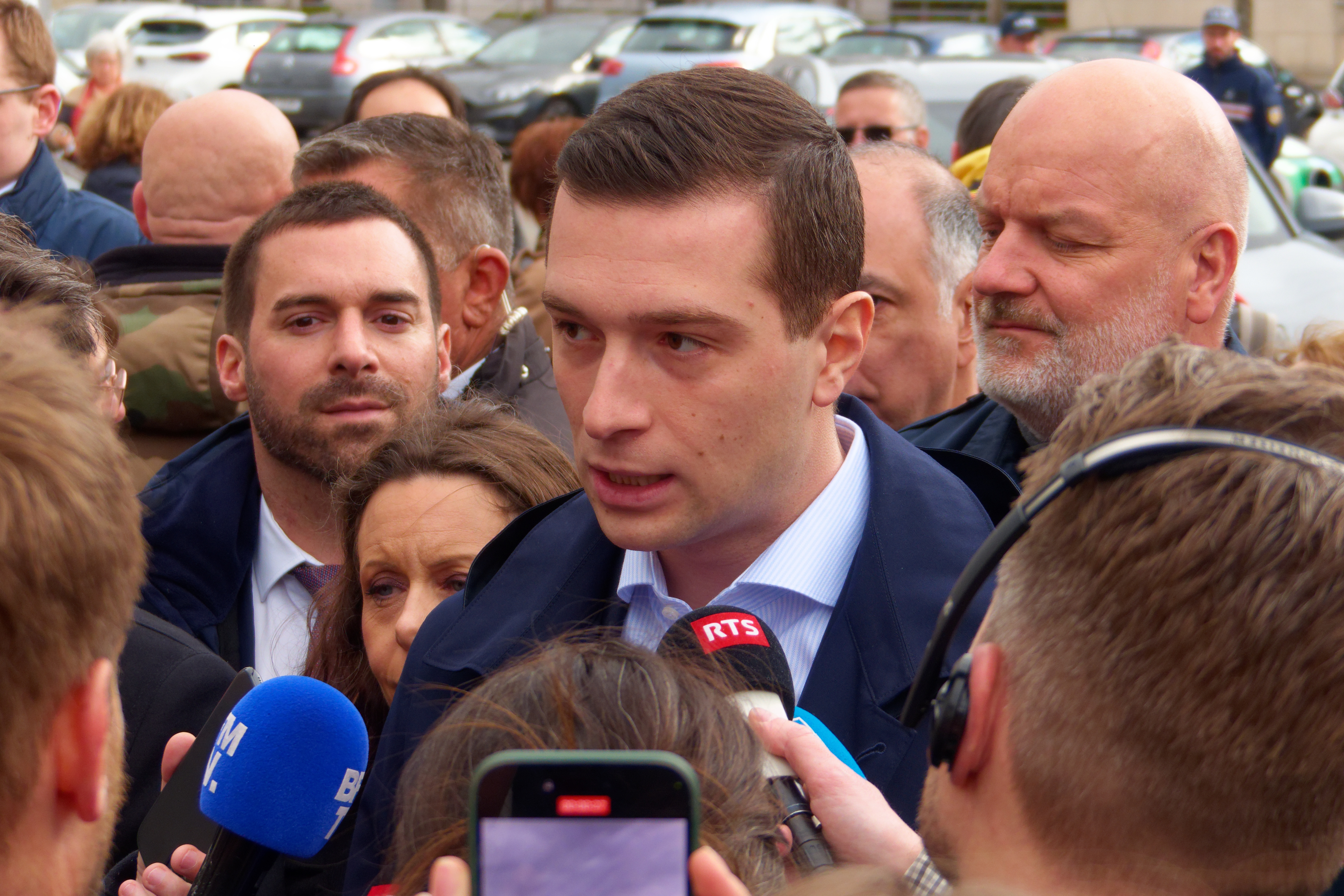
Барделла на встрече с избирателями в Бельфоре, март 2024

В сентябре 2017 года после ухода Флориана Филиппо из «Национального фронта» Марин Ле Пен, желающая сформировать новое поколение лидеров внутри партии, назначила  Жульена Санчеса, Себастьена Шеню и Жордана Барделлу представителями (спикерами) партии. На этой должности Барделла начал активно появляться в телевизионных новостях, получив общенациональную известность. В марте 2018 года Барделла возглавил молодёжную организацию партии «Национальный молодёжный фронт», которая по его инициативе позже была переименована в «Поколение нации».
В январе 2019 года Жордан Барделла возглавил список Национального объединения на выборах в Европарламент. По словам депутата Национального объединения, Барделла возглавил список, чтобы «подать знак надежды молодёжи и показать, что в прочно устоявшихся политических партиях мы даём возможности молодым людям, которые происходят из рабочего класса». 26 мая 2019 года во Франции состоялись европейские выборы, по итогам которых победило Национальное объединение, с минимальным перевесом по количеству голосов обогнав правящую партию «Вперёд, Республика!». Национальное объединение получило 23 места из 79, отведённых для Франции в Европарламенте, потеряв одно место по сравнению с выборами 2014 года. Победив на европейских выборах, Жордан Барделла в возрасте 23-х лет стал самым молодым депутатом Европарламента после немца Ильки Шрёдера, избранного в 1999 году в возрасте 21 года.
16 июня 2019 года на заседании Национального совета партии в Ла-Рошели избран в состав Исполнительного бюро, а также вторым заместителем председателя НО.
27 июня 2021 года возглавляемый им список Национального объединения получил 13,1 % в первом и 10,8 % голосов во втором туре региональных выборов в Иль-де-Франсе и оказался на третьем месте после правоцентристов во главе с Валери Пекресс (45,1 %) и лево-зелёного блока Жюльена Байу (33,9 %).
4 июля 2021 года голосованием депутатов XVII съезда партии в Перпиньяне принято решение, что временным заместителем Марин Ле Пен во главе партии на время её президентской кампании с 13 сентября 2021 года будет Ж. Барделла, как первый вице-президент партии, и 12 сентября он принял временные полномочия лидера Национального объединения.
5 ноября 2022 года на съезде в Париже избран председателем партии.

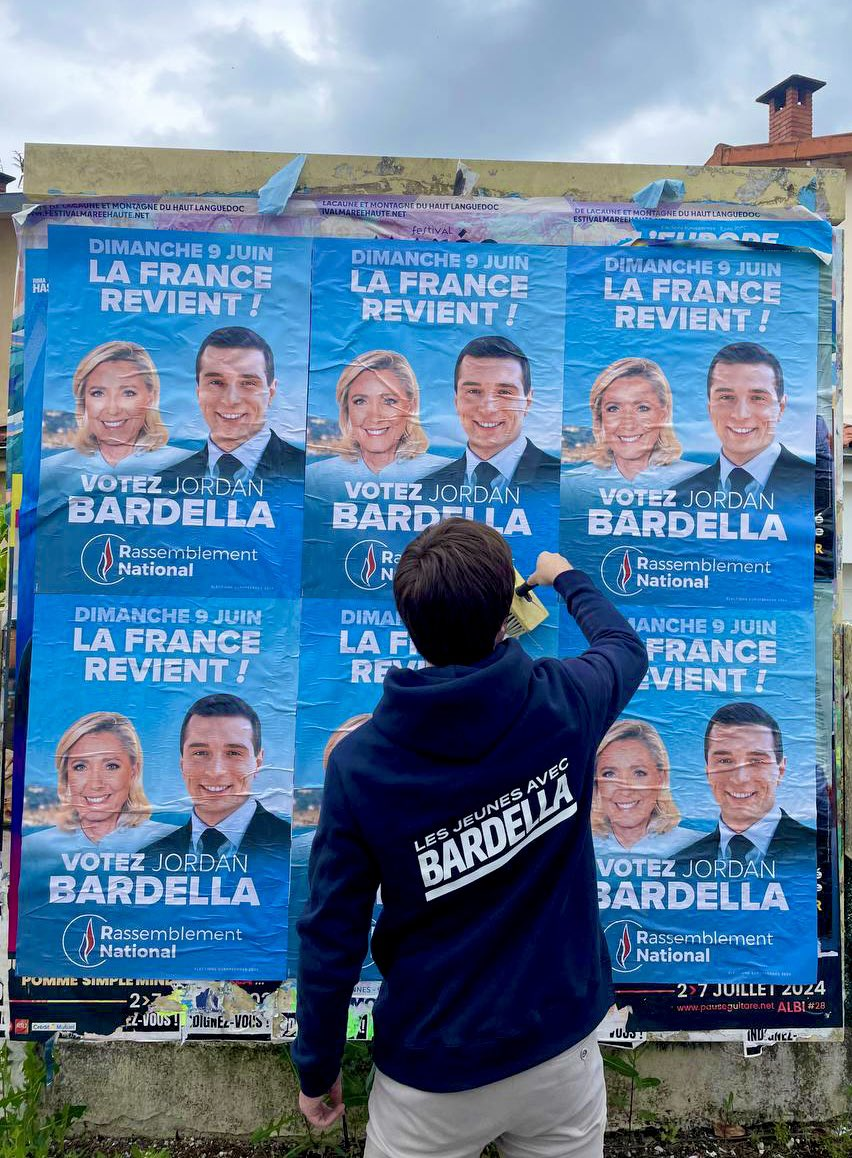
Активист Национального объединения расклеивает агитационные плакаты в поддержку кандидатуры Жордана Барделлы в Тарне во время предвыборной кампании к европейским выборам, июнь 2024

8 и 9 июня 2024 года состоялись выборы в Европарламент, на которых «Национальное объединение» одержало относительную победу с результатом 31,4 %, что обеспечило ему 30 депутатских мест из 81, отведённого Франции. Макронистская партия «Возрождение» набрала 14,6 % (13 мест).
В ходе ожесточённой предвыборной кампании Барделла заявлял, что он «единственный, кто способен остановить Жана-Люка Меланшона и крайне левых», и призвал «все патриотические силы республики» объединиться и не допустить победы левых на выборах. Он также пообещал принять закон об иммиграции, позволяющий депортировать правонарушителей и исламистов, сократить расходы на электроэнергию, а также отменить пенсионную реформу в качестве премьер-министра.
7 июля 2024 года завершился второй тур парламентских выборов, по итогам которого Национальное объединение получило наивысший среди всех участников процент набранных голосов — 36,18 %, но по количеству полученных мандатов осталось на третьем месте — 142 (Новый народный фронт левых обеспечил себе относительную победу со 178 мандатами, макронистская коалиция «Вместе за Республику» заняла второе место со 166 депутатскими креслами). Тем не менее, фракция Национального объединения в Национальном собрании увеличилась примерно на 50 депутатов.
31 марта 2025 года Марин Ле Пен была признана виновной в хищении средств Европейского Союза и приговорена к четырём годам тюремного заключения, два из которых условные, а также к штрафу в размере 100 тысяч евро и пятилетнему запрету на участие в выборах. Поскольку Барделла не был замешан в скандале, он быстро стал основным кандидатом от «Национального объединения» на президентских выборах 2027 года.

## Политические взгляды
Во время кампании по выборам в Европарламент в 2019 году утверждал, что двумя приоритетами для поколения, к которому он принадлежит, являются миграционный и экологический кризисы. Заявлял, что «если есть ответственность человека за то, что кажется глобальным потеплением, то это наша экономическая модель», и выступал против распространения договоров о свободной торговле. Ставил под сомнение «карательную экологию» правительства и призывал положить конец «криминализации французов» в вопросах экологии.
Глобальный миграционный кризис является главным приоритетом Барделлы, помимо климата. Он говорит, что иммиграция может привести к исчезновению Франции, французской идентичности, французского суверенитета и «духа Франции». Он также считает, что Европейский союз ещё больше деградирует эти ценности, согласно его высказываниям на предвыборных встречах. Вскоре после выборов в Европейский парламент 2024 года Барделла заявил, что намерен отменить гражданство по праву рождения, которое предоставляет детям иностранцев, родившихся и проживающих во Франции, французское гражданство. Барделла также хочет ужесточить пограничный контроль, чтобы ограничить свободу передвижения беженцев.
Выражал личное несогласие с однополыми браками на том основании, что это откроет двери суррогатному материнству или медицинской вспомогательной репродукции. Тем не менее, он признал, что «для него, как и для большинства французов брак для всех теперь является данностью», и заявил о своей поддержке референдума по этой теме в 2019 году. Он также заявил, что не будет проводить кампанию за отмену однополых браков в качестве лидера «Национального объединения», утверждая, что дебаты по этому вопросу окончены и что Франция сталкивается с другими более насущными проблемами. Барделла также предлагал «прекратить социальную помощь лицам, нелегально находящимся во Франции» и высказывался за разрешение использования каннабиса в лечебных целях.
Образцом современного политика считает Маттео Сальвини. В НО имеет хорошие отношения с одним из основных спонсоров партии Фредериком Шатильоном и бывшим вице-президентом партии Флорианом Филиппо. Ведёт популярную страницу в фейсбуке.
27 июня 2024 года в ходе предвыборных теледебатов с участием премьер-министра Габриэля Атталя и лидера социалистов Оливье Фора Барделла заявил, что его партия в случае прихода к власти после досрочных выборов 30 июня и 7 июля не допустит поглощения «российским империализмом» такого «союзного государства» как Украина. При этом он выступил против отправки французских солдат на Украину и против поставки Украине дальнобойных ракет ввиду опасности превращения Франции в сторону конфликта.

## Личная жизнь
По неофициальным данным Барделла состоит в отношениях с Нолвенн Оливье, дочерью Мари-Каролин Ле Пен (старшей сестры Марин Ле Пен) и Филиппа Оливье, в 2024 году распространялись неподтверждённые слухи об их разрыве. До этого он состоял в отношениях с Келли Бетеш, а затем с Керридвен Шатийон, дочерью Фредерика Шатийона.
Барделла — агностик.

## Судебное преследование

### Обвинительное заключение по городу Трапп
После того, как Али Рабех, мусульманин, был переизбран мэром Траппа в 2021 году, Барделла описал город как «исламскую республику» на радиостанции Europe 1. Затем 2 февраля 2022 года он объявил, что ему предъявлено обвинение за это заявление, заявив: «Я разочарован тем, что французская система правосудия сегодня преследует ту же цель, что и исламисты, — заставить замолчать тех, кто осуждает реальные проблемы, и тех, кто выступает против преобразования бесчисленных районов во Франции».

### Подозрения относительно фиктивного трудоустройства в Европарламенте
В 2019 году журнал Challenges раскрыл, что Жордан Барделла был внештатным помощником члена Европейского парламента Жана-Франсуа Жальха в 2015 году, и что в 2017 году Европейский парламент идентифицировал его как одного из помощников, связанных с «неправомерным использованием компенсации парламентского помощника». Издание Le Canard enchaîné позже раскрыло, что он также подозревался Европейским бюро по борьбе с мошенничеством с 2016 года.